# Heighington (Lincolnshire)
Heighington est une paroisse civile et un village du Lincolnshire, en Angleterre.